# Burritos, Inspiration Point, Fork Balloon Sports, Cards in the Spokes, Automatic Biographies, Kites, Kung Fu, Trophies, Banana Peels We’ve Slipped On and Egg Shells We’ve Tippy Toed Over
Burritos, Inspiration Point, Fork Balloon Sports, Cards in the Spokes, Automatic Biographies, Kites, Kung Fu, Trophies, Banana Peels We’ve Slipped On and Egg Shells We’ve Tippy Toed Over – debiutancka, a zarazem jedyna płyta długogrająca amerykańskiej grupy muzycznej Cap’n Jazz, znana również pod tytułem Shmap’n Shmazz.
Wydana wiosną 1995 przez niewielką wytwórnię płytową Man With Gun, rozprowadzana była głównie na koncertach grupy oraz za pomocą dystrybucji pocztowej. Początkowy nakład wyczerpał się szybko i konieczna była reedycja. Sprzedano wówczas około 3000 egzemplarzy płyty , która szybko uzyskała wartość kolekcjonerską .
Grupa uległa rozwiązaniu niedługo po nagraniu płyty. Reedycja albumu na płycie winylowej ukazała się nakładem brytyjskiej wytwórni Tiny Superhero. Wszystkie utwory z płyty pojawiły się na Analphabetapolothology – kompilacyjnym, dwupłytowym wydawnictwie zawierającym prawie wszystkie utwory nagrane przez Cap’n Jazz, wydanym przez Jade Tree Records w 1998.

## Lista utworów
1. "Little League"
2. "Oh Messy Life"
3. "Puddle Splashers"
4. "Flashpoint: Catheter"
5. "In The Clear"
6. "Yes, I am Talking To You"
7. "Basil's Kite"
8. "Bluegrassish"
9. "Planet Shhh..."
10. "The Sands Have Turned Purple"
11. "Precious"
12. "¡Qué suerte!"